# Latinoamericana (álbum de Álex Anwandter)
Latinoamericana es el nombre del tercer disco de Álex Anwandter, lanzado el día 12 de octubre de 2018. El disco, que fue creado en Los Ángeles, posee canciones de temática social y de género, además de dos canciones en portugués Su primer sencillo fue "Locura".
Los conciertos de lanzamiento del disco serán en Ciudad de México, Monterrey, Concepción y Santiago de Chile.

## Lista de canciones
Todas las canciones escritas y compuestas por Álex Anwandter, a excepción de las canciones en portugués, "Um Girassol da Cor de Seu Cabelo" compuesta por Milton Nascimento y Lo Borgues y "Olha María" compuesta por Chico Buarque. 
| Latinoamericana |                                    |          |  |
| N.º             | Título                             | Duración |  |
| 1.              | «Malinche»                         | 4:56     |  |
| 2.              | «Locura»                           | 3:37     |  |
| 3.              | «Latinoamericana»                  | 4:28     |  |
| 4.              | «Vanidad»                          | 4:23     |  |
| 5.              | «Um Girassol da Cor de Seu Cabelo» | 2:23     |  |
| 6.              | «Axis Mundi»                       | 4:06     |  |
| 7.              | «Canción del muro»                 | 4:32     |  |
| 8.              | «No te puedes escapar»             | 4:14     |  |
| 9.              | «Odio a todo el mundo»             | 3:26     |  |
| 10.             | «Olha María»                       | 3:42     |  |
| 11.             | «Finalmente»                       | 4:01     |  |
| 43 minutos      |                                    |          |  |